# Medicina (Pescia)
Medicina ist eine Fraktion der italienischen Gemeinde Pescia in der Provinz Pistoia, Toskana.

## Beschreibung
Medicina ist einer der Orte, die Die Zehn Burgen genannt werden. Die Gegend, in der das Dorf liegt, die Valleriana, wird auch als Pescianische Schweiz bezeichnet. 
Medicina mit seinen steinernen Häusern und engen Gassen ist ein uralter, abgelegener Ort und liegt auf 532 m s.l.m. Die Fraktion liegt etwa 5 Kilometer nordwestlich vom Gemeindesitz in Pescia entfernt und ist von Kastanienwäldern umgeben.

## Geschichtliches
Im Laufe der Jahrhunderte war Medicina Schauplatz harter Kämpfe zwischen Lucca und Florenz, die sich sehr bemühten, es in ihren Besitz zu bringen. Es ist die Siedlung, in der Francesco Ferrucci am Tag vor der Schlacht von Gavinana (1530) verweilte. Der Ort wurde 1881 zusammen mit 120 Hektar Land des Grundstücks Villa Basilica der Gemeinde Pescia angegliedert. Die Pfarreien gehören jedoch noch zur Diözese Lucca.

## Bauten & Sehenswürdigkeiten
- Kirche der Heiligen Martin und Sixtus

Vom ursprünglichen Kirchengebäude ist nur wenig erhalten. Anfang des 19. Jahrhunderts wurde es wieder aufgebaut. Bemerkenswert sind das Taufbecken aus der Mitte des 16. Jahrhunderts und die beiden Holzstandbilder aus dem 15. Jahrhundert, die beide Maria und das Jesuskind darstellen.